# CERT
CERT é um Centro de Estudos para Resposta e Tratamento de Incidentes em Computadores. Seu objetivo é auxiliar o Administrador de redes na gerência e implementação de soluções de segurança. O CERT tem por premissa que a segurança da informação é fundamental, e não deve ser isolada, portanto, de outras exigências da TI, necessitando o desenvolvimento de processos para aumentar o nível da segurança.
Existem vários grupos em todo o mundo que auxiliam os estudos resposta e tratamentos de incidentes em segurança da informação, a primeira e principal fonte de informação para esses grupos é o CERT.org 
O grupo de estudo Brasileiro é o CERT.br que faz parte do Comitê Gestor da Internet no Brasil, que tem como principal função a unificação das informações de incidentes de segurança com a colaboração de diversas entidades para a informação, análise e solução de problemas ocasionados.
As organizações que participam do CERT devem definir de acordo com sua infraestrutura o que é um problema de segurança em computadores como exemplo invasões ou Vírus. 
Infelizmente não é possível impedir que ocorram tentativas de invasões ou ações maliciosas mas com a ajuda do CERT a organização consegue detectar e solucionar um problema com mais agilidade.
O CERT.br disponibiliza diversos materiais que podem ajudar os administradores de rede, além de ser autorizado a ministrar cursos do CERT no Brasil como: 
- Criando Grupos de Resposta a Incidentes de Segurança em Computadores (CSIRTs);
- A Segurança da Informação para a Equipe de Funcionários Técnicos (ISTS);
- Os fundamentos da Segurança em Incidentes (FIH);
- Segurança Avançada de Incidentes para a Equipe de Funcionários Técnicos (AIH).

CSIRT.FE.UP.PT